# Hiernauxtunnel
De Hiernauxtunnel (Tunnel d'Hiernaux) is een tunnel gelegen in de Belgische stad Charleroi. De tunnel maakt deel uit van de R9 en loopt onder de A54/E420.
De tunnel is genoemd naar Jules Hiernaux, net als het plein dat zijn naam draagt en gelegen is boven de tunnel.
Tunnel van Couillet · Hiernauxtunnel · Tunnel van Hublinbu · La Paixtunnel · Tunnel van Marcinelle · Rouillertunnel